# Mel Hirsch
Melvin M. Hirsch, detto Mel (Brooklyn, 31 luglio 1921 – dicembre 1968), è stato un cestista statunitense, professionista nella BAA.
Mel Hirsch è considerato uno dei giocatori più bassi di sempre ad aver giocato in NBA.